# 中川大輔 (俳優)
中川 大輔（なかがわ だいすけ、1998年1月5日 - ）は、日本の俳優、モデルである。東京都出身。研音所属。

## 略歴
東京生まれで、中学を卒業するタイミングで沖縄県糸満市へ引っ越す。興南高等学校卒業。
2016年、大学1年生のときにMEN'S NON-NOのオーディションに応募し、グランプリを受賞し、専属モデルとなった。2017年2月8日、1月期日本テレビ系水曜ドラマ『東京タラレバ娘』第4話に出演し、俳優デビュー。2019年2月1日に現事務所に所属。同年4月、日本テレビ系土曜ドラマ『俺のスカート、どこ行った?』でドラマに初めてレギュラー出演。2019年9月、特撮テレビドラマ『仮面ライダーゼロワン』で迅 / 仮面ライダー迅役として出演。2020年3月、武蔵野美術大学造形学部建築学科卒業。2022年、後期連続テレビ小説『舞いあがれ!』でNHK朝ドラ初出演。

## 人物

### 趣味・特技
- 趣味はラジオを聴くこと[2]、読書[1]。特技は絵を描くこと[2]、模型製作[1]。

### 嗜好
- 好きな食べ物は焼肉、ラーメン、フライドチキン[9]、蕎麦、うどん[2]。嫌いな食べ物はとろろ[9][2]。
- 好きな色はバーガンディー[2]。

### 家族
- 両親[14]と、姉がいる[5][14][2]。実家は沖縄県でトマト農家をしている[15]。

### エピソード
- メンズノンノにモデルとして入った時に『磯部磯兵衛物語〜浮世はつらいよ〜』を目にし、同じ枠の漫画を描きたいと思うようになる。そのときに週刊少年ジャンプでの新人賞の募集を見つけ、これで賞をとったらきっと描かせてもらえるに違いないと考え、漫画を描き上げて過去3回ジャンプの編集部に持ち込んだものの、全て却下されて帰らされたという[14]。その後、「MEN'S NON-NO WEB」にて自伝漫画『実践中川奮闘記』を連載している[4]。
- 中川について『仮面ライダーゼロワン』で共演する砂川脩弥は、演じる迅に似た無邪気な性格で、いたずらを仕掛けられることも多いと述べている[4]。
- 研音に所属するまではフリーで活動していた経歴がある[16]。
- 2021年6月17日放送の『プレバト!!』の水彩画才能で描かれた玉川上水界隈の風景画が、同年9月1日より小平市のホームページに掲載された[17]。

## 出演

### テレビドラマ
- 東京タラレバ娘 第4話（2017年2月8日、日本テレビ） - モデル仲間 役[18]
- 俺のスカート、どこ行った?（2019年4月20日 - 6月22日、日本テレビ） - 須長伝次 役[19]
- べしゃり暮らし 第6話（2019年8月31日、テレビ朝日） - スタッフ 役
- 仮面ライダーゼロワン（2019年9月1日 - 12月22日・2020年3月1日 - 8月30日、テレビ朝日） - 迅 / 仮面ライダー迅 / 仮面ライダーアークゼロ 役[11]
- 極主夫道（2020年10月11日 - 12月13日、読売テレビ・日本テレビ系） - 井田昇 役[20]
- 監察医 朝顔 第2シリーズ 新春SP（2021年1月11日、フジテレビ） - 田中 役[21]
- ウチの娘は、彼氏が出来ない!!（2021年1月13日 - 3月17日、日本テレビ） - ケンタ 役
- カラフラブル～ジェンダーレス男子に愛されています。～（2021年4月1日 - 6月3日、読売テレビ）- 三輪玲 役[22][23]
- ボイスⅡ 110緊急指令室（2021年7月10日 - 9月25日、日本テレビ） - 片桐優斗  役[24]
- 阿佐ヶ谷姉妹の のほほんふたり暮らし（2021年11月8日 - 12月20日、NHK総合） - 高橋草輔 役 [25]
- 卒業式に、神谷詩子がいない（2022年2月27日 - 3月27日、日本テレビ） - 工藤健介 役[26]
- 花嫁未満エスケープ（2022年4月8日 - 6月24日 、テレビ東京） - 松下尚紀 役[27]
  - 花嫁未満エスケープ 完結編（2023年1月7日 - 28日、テレビ東京）[28]
- 金田一少年の事件簿 第5話（2022年5月29日、日本テレビ） - 伊能耕平 役[29]
- 5分後に意外な結末（2022年9月29日、読売テレビ・日本テレビ） - 高村章一 役
- 連続テレビ小説 舞いあがれ! 第48回・第73回・第81回・第82回・第84回（2022年12月7日・2023年1月17日・27日・30日・2月1日、NHK） - 八神蓮太郎 役[13]
- 大奥「5代・徳川綱吉×右衛門佐 編」（2023年2月7日 - 3月14日、NHK総合） - 秋本 役[30]
- 沼る。港区女子高生（2023年2月25日 - 3月25日、日本テレビ） - 工藤健介 役[31]
- 合理的にあり得ない〜探偵・上水流涼子の解明〜（2023年4月17日 - 6月26日、関西テレビ・フジテレビ） - 有田浩次 役[32]
- お笑いインスパイアドラマ ラフな生活のススメ（2023年7月4日 - 9月19日、NHK総合） -  福池正門 役[注釈 1][33]
- この素晴らしき世界（2023年7月20日 - 9月14日、フジテレビ） - 浜岡あきら 役[34]
  - この素晴らしき世界 特別編（2023年9月21日、フジテレビ）[35]
- くすぶり女とすん止め女（2023年10月11日 - 11月29日、テレビ東京） - 本間隼斗 役[36]
- コタツがない家（2023年10月18日 - 12月20日、日本テレビ） - 徳丸康彦 役[37]
- パティスリーMON（2024年1月11日 - 3月28日、テレビ東京） - 土屋幸平 役[38]
- 彼女と彼氏の明るい未来（2024年1月12日 - 2月23日、毎日放送） - 西野洋平 役[39]
- 伝説の頭 翔（2024年7月19日 - 9月6日、テレビ朝日） - 桜井亮太 役[40]
- 東京サラダボウル（2025年1月7日 - 3月4日、NHK総合・NHK BS4K） - 杓野玲央 役[41]
- フォレスト（2025年1月12日 - 3月2日、朝日放送テレビ・テレビ朝日） - 槙野俊太郎 役[42]
- 海老だって鯛が釣りたい（2025年7月3日 - 、中京テレビ・日本テレビ） - 水沼脩 役[43]

### ウェブドラマ
- 30までにとうるさくて 第6話 - 最終話（2022年2月17日 - 3月3日、ABEMA） - 森悠斗 役[44]
- モアザンワーズ/More Than Words（2022年9月16日、Amazon Prime Video） - 福長永慈 役[45]

### 映画
- 仮面ライダーシリーズ（東映） - 迅 / 仮面ライダー迅 役
  - 仮面ライダー 令和 ザ・ファースト・ジェネレーション（2019年12月21日）[46]
  - 劇場版 仮面ライダーゼロワン REAL×TIME（2020年12月18日）[47]
- ウェディング・ハイ（2022年3月12日、松竹） - 松波浩司 役[48]
- 味噌カレー牛乳ラーメンってめぇ〜の?（2022年4月15日、シネブリッジ） - 蝶野春 役[49]
- 極主夫道 ザ・シネマ（2022年6月3日、ソニー・ピクチャーズ エンタテインメント） - 井田昇 役[50][51][52]
- 大きな玉ねぎの下で（2025年2月7日、東映） - 喜一 役[53]

### オリジナルビデオ
- 仮面ライダーシリーズ
  - てれびくん超バトルDVD 仮面ライダーゼロワン『カンガルーからナニが飛び出す?ソンナの自分でカンガルー!はい、或人じゃないと!!』（2020年） - 迅 / 仮面ライダー迅 役[54]
  - プロジェクト・サウザー 後編（2020年11月11日） - 迅 役[55]
  - ゼロワン Others 仮面ライダー滅亡迅雷（2021年7月14日） - 主演・迅 / 仮面ライダー迅 役[56]（※砂川脩弥・山口大地・中山咲月と同時主演）
  - ゼロワン Others 仮面ライダーバルカン&バルキリー（2021年11月10日） - 迅 役

### 舞台
- DisGOONie Presents Vol.10 舞台『MOTHERLAND』（2021年12月3日 - 12日、明治座 / 2021年12月18日・19日、森ノ宮ピロティホール） - 項伯 役[57]
- ニッポン放送開局70周年記念公演『鴨川ホルモー、ワンスモア』（2024年4月12日 - 29日、サンシャイン劇場 / 5月3日・4日、サンケイホールブリーゼ） - 主演・安倍 役[58]
- きたやじ オン・ザ・ロード〜いざ、出立!!篇〜（2025年3月1日 - 16日、日本青年館ホール / 3月21日 - 23日、SkyシアターMBS） - 主演・喜多八 役[59][60]
- 1995117546（2025年12月13日・14日〈予定〉、兵庫県立芸術文化センター 阪急中ホール / 12月17日 - 27日〈予定〉、東京芸術劇場 シアターウエスト）[61][62]

### バラエティ番組
- プレバト!!（2021年6月17日・9月30日、2022年10月13日、2024年3月28日 MBS毎日放送） - 水彩画・特待生5級、秋の水彩画コンクール2021・7位（最下位）、秋の水彩画コンクール2022・7位（最下位）、3時間頂上決戦 黒板アート2024・2位

### 配信番組
- 花嫁未満エスケープ
- 今日、好きになりました。（AbemaTV） - 恋愛見届け人
  - セブ島編（2022年7月25日 - 8月29日）
  - プーケット編（2022年9月5日 - 10月10日）
  - 沖縄編（2022年10月24日 - 11月21日）
  - ダナン編（2022年11月28日 - 12月26日）
  - サムイ島編（2023年1月16日 - 2月13日）
  - 卒業編2023（2023年2月20日 - 3月27日）
  - 夏休み編2023（2023年7月17日 - 8月21日）
  - カンヌン編（2023年8月28日 - 10月2日）
  - 台北編（2023年10月16日 - 11月13日）
  - 九龍編（2023年11月20日 - 12月25日）
  - 卒業編2024inプーケット（2024年1月8日 - 2月12日）
  - 卒業編2024inセブ島（2024年2月19日 - 3月25日）
  - ニャチャン編（2024年4月1日 - 29日）
  - プサン編（2024年5月6日 - 6月3日）
  - ホアヒン編（2024年6月10日 - 7月8日）
  - 夏休み編2024（2024年7月22日 - 2024年9月2日）
  - ドンタン編 (2024年9月9日 - 2024年10月7日)
  - キョンジュ編 (2024年10月21日 - 2024年11月18日)
  - 冬休み編2024 (2024年11月25日 - 2024年12月30日)
  - 卒業編2025

### ゲーム
- 仮面ライダーバトル ガンバライジング（2019年11月、アーケード） - 仮面ライダー迅 役[63]
- 仮面ライダー シティウォーズ（2020年、Android・iOS） - 仮面ライダー迅 役[64]
- 仮面ライダーバトル ガンバレジェンズ（2023年、アーケード） - 仮面ライダー迅 役

### MV
- マルシィ「オードトワレ」[65]

### ラジオ
- メンズノンノラジオ（2021年8月6日 - 2023年7月14日、メンズノンノウェブ）[66][67]
- ラジオリスナー：中川大輔 ラジオ作りました！（2021年10月16日 - 11月6日・2022年9月3日 - 11月26日、AuDee）[68][69]

### ウェブアニメ
- 仮面ライダーゼロワン ショートアニメ EVERYONE'S DAILY LIFE 第3話・第5話（2020年9月13日・2021年2月1日、東映特撮ファンクラブ） - 迅 役

### イベント
2019年
- マイナビ presents 第29回 東京ガールズコレクション 2019 AUTUMN/WINTER
- 『オニツカタイガー』2020年春夏コレクションショー

2020年
- 超英雄祭 KAMEN RIDER × SUPER SENTAI LIVE & SHOW 2020（2020年1月22日、横浜アリーナ）
- 仮面ライダーゼロワン ファイナルステージ 番組キャストトークショー
- Seventeen夏の学園祭2023（2023年8月23日、東京ドームシティ プリズムホール）[70]

### 玩具
- 仮面ライダーゼロワン DXヒューマギアモジュール（2020年4月） - 迅 役
- 仮面ライダーゼロワン DXメモリアルプログライズキーセット SIDE 滅亡迅雷.net（2021年2月） - 迅 役

## 書籍

### 雑誌連載
- MEN'S NON-NO（2016年 - 、集英社） - 専属モデル
- ぴあMOOK「仮面ライダーゼロワンぴあ」

### その他
2020年
- 仮面ライダーゼロワン 滅亡迅雷.book
- 仮面ライダーゼロワン 滅亡迅雷.book ver.2
- SODA特別編集 仮面ライダーゼロワン アクターズビジュアルブック
- ビジュアルシリーズ 仮面ライダーゼロワン 全バトルクロニクル
- 仮面ライダーゼロワン写真集「New era」
- きみはぼくを照らす光 仮面ライダーゼロワン aruto ja naito book
- 仮面ライダーゼロワン超全集（小学館）

2021年
- OFFICIAL PERFECT BOOK 仮面ライダーゼロワン公式完全読本 ZERO-ONE AUTHORIZE NEW ERA（ホビージャパン）

## ディスコグラフィ

### 参加楽曲
| 発売日       | 商品名                                      | 歌                                                   | 楽曲                                  | 備考 |
| ------------ | ------------------------------------------- | ---------------------------------------------------- | ------------------------------------- | ---- |
| 2022年6月8日 | 仮面ライダー 50th Anniversary SONG BEST BOX | ユートピア（中川大輔、砂川脩弥、山口大地、中山咲月） | 「S.O.S 50th Anniversary COVER Ver.」 |      |